# Bisbat d'Angra

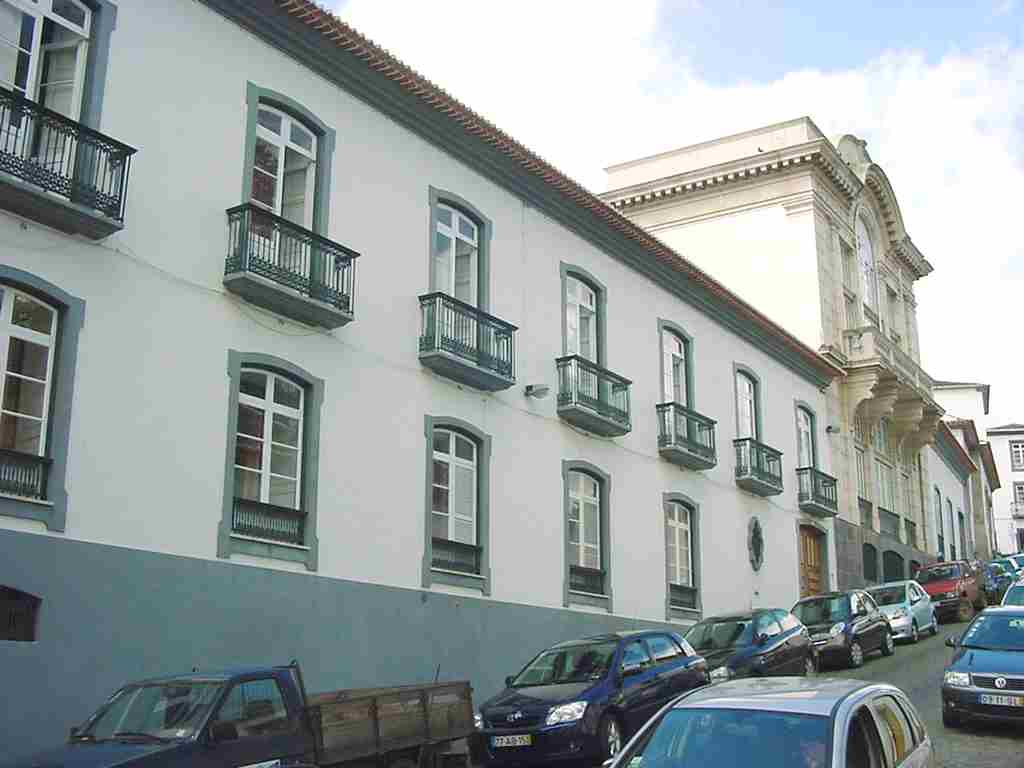
El seminari d'Angra do Heroísmo.

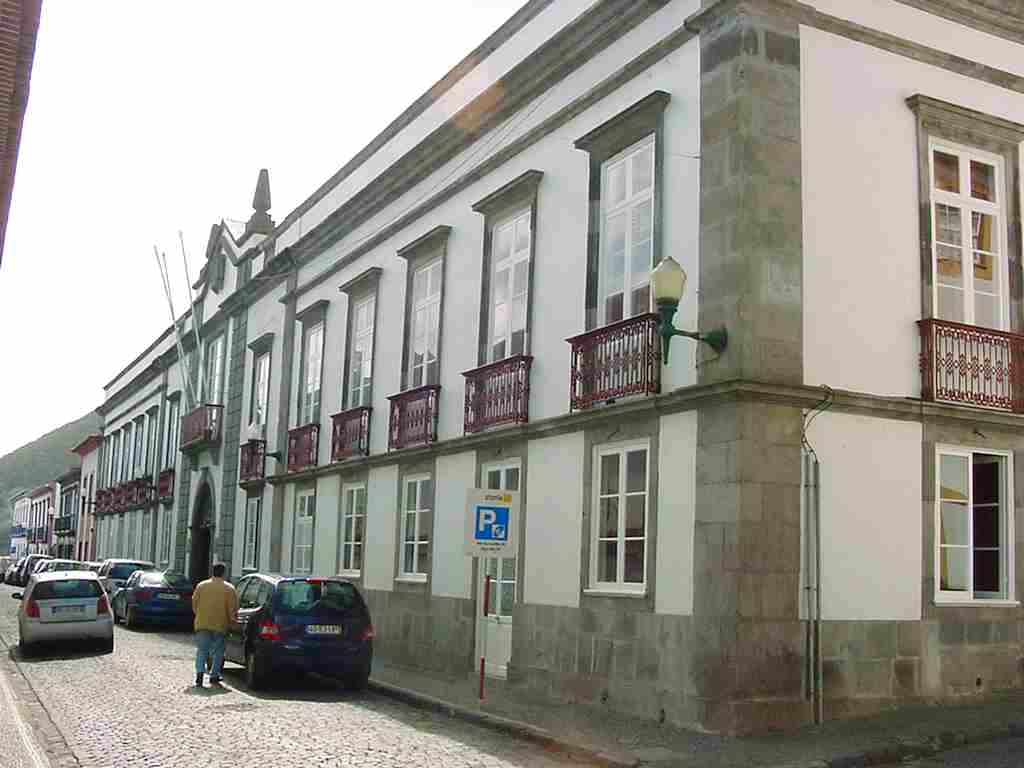
El palau episcopal.

El bisbat d'Angra (portuguès:  Diocese de Angra); llatí:  Dioecesis Angrensis ), sovint referida incorrectament com Diocese de Angra e Ilhas dos Açores és una seu de l'Església catòlica a Portugal.
Al 2022 comptava amb 205.360 batejats d'un total de 236.440 habitants. Actualment està regida pel bisbe Armando Esteves Domingues.

## Territori
La diòcesi comprèn les illes Açores.
La seu episcopal és la ciutat d'Angra do Heroísmo, on es troba la catedral del Santíssim Salvador
El territori s'estén sobre 2.243 km² i està dividit en 165 parròquies, agrupades en 15 arxiprestats.

## Història
Les illes Açores van ser descobertes el 1427 i oficialment van passar a ser possessió de Portugal el 1432. La colonització de les illes, encara deshabitades, va començar de seguida; la jurisdicció temporal i espiritual es va confiar inicialment a l'Orde de Crist, que governava l'arxipèlag des de la seva seu a Tomar. La jurisdicció espiritual va acabar l' any 1514 , quan es va erigir la diòcesi de Funchal, a la qual van ser sotmeses les Açores; la jurisdicció temporal va acabar l'any 1551 , quan van ser incorporats a la Corona portuguesa i sotmesos al padroado regi.
El marcat augment del nombre de pobladors i la fundació de diverses esglésies van provocar l'erecció d'una diòcesi a l'arxipèlag. El primer intent es va fer l'any 1533; el 31 de gener d'aquell any el papa Climent VII va erigir la diòcesi de São Miguel , però el projecte no va arribar a bon port a causa de la mort prematura del pontífex, que va impedir la redacció definitiva i la signatura de la butlla d'erecció.
El 3 de novembre de 1534 amb la butlla Aequum reputamus del papa Pau III es va tornar a erigir la diòcesi, amb la seu transferida de l'illa de São Miguel a l'illa de Terceira i obtenint el territori de l'arxidiòcesi de Funchal. Originàriament sufragània de la mateixa arxidiòcesi, el 3 de juliol de 1551 va passar a formar part de la província eclesiàstica de l'arxidiòcesi de Lisboa. L'organització i l'administració de la diòcesi va estar sotmesa al mecenatge portuguès, fins a la llei de separació entre l'estat i l'església de 1911.
El bisbe Estêvão de Jesus Maria va ser responsable de l'establiment del seminari diocesà el 1862 ; fins aleshores els sacerdots de la diòcesi s'havien format a les cases dels nombrosos instituts religiosos presents a l'arxipèlag, i en particular als col·legis jesuïtes d'Angra, Ponta Delgada i Horta. El 1872 el bisbe João Pereira Bothelho de Amaral y Pimentel va fundar el Boletim Eclesiástico dos Açores, òrgan oficial de la diòcesi.

## Cronologia episcopal
- Agostinho Ribeiro † (5 de novembre de 1534 - 24 de setembre de 1540 nomenat bisbe de Lamego)
- Rodrigo Pinheiro † (24 de setembre de 1540 - 24 d'agost de 1552 nomenat bisbe de Porto)
- Jorge de Santiago, O.P. † (24 d'agost de 1552 - 26 d'octubre de 1561 mort)
- Manuel de Almada † (18 de març de 1562 - 1566 renuncià)
- Nuno Álvares Pereira † (25 d'octubre de 1566 - 20 d'agost de 1570 mort)
- Gaspar de Faria † (15 d'octubre de 1571 - 19 de març de 1576 mort)
- Pedro de Castilho † (4 de juliol de 1578 - 3 de juny de 1583 nomenat bisbe de Leiria)
- Manuel de Gouveia † (14 de març de 1584 - 4 de novembre de 1596 mort)
- Jerónimo Teixeira Cabral † (7 de gener de 1598 - 14 de maig de 1612 nomenat bisbe de Miranda)
- Agostinho Ribeiro † (29 de juliol de 1613 - 12 de juliol de 1621 mort)
- Pedro da Costa † (2 de maig de 1622 - 9 de setembre de 1625 mort)
- João Pimenta de Abreu † (8 de febrer de 1627 - 28 de desembre de 1632 mort)
- António da Ressurreição, O.P. † (4 de desembre de 1634 - 8 d'abril de 1637 mort)
  - Sede vacante (1637-1671)
- Lourenço de Castro, O.P. † (18 de març de 1671 - 1 de desembre de 1681 nomenat bisbe de Miranda)
- João dos Prazeres, O.F.M. † (8 de març de 1683 - 1 de febrer de 1685 mort)
  - Manuel da Natividade, O.F.M. † (18 de març de 1686) (bisbe electe)[2]
- Clemente Vieira, O.S.A. † (24 de novembre de 1687 - 24 de setembre de 1692 mort)[3]
- António Vieira Leitão † (23 de novembre de 1693 - 22 de maig de 1714 mort)
  - Sede vacante (1714-1716)
- João de Brito e Vasconcelos † (7 de desembre de 1716 - 30 de desembre de 1719 mort)
- Manuel Álvares da Costa † (20 de gener de 1721 - 10 de gener de 1733 mort)
  - Sede vacante (1733-1738)
- Valério do Sacramento, O.F.M.Ref. † (3 de setembre de 1738 - 14 de juliol de 1756 renuncià)
- António Caetano da Rocha † (19 de juliol de 1756 - 21 de juliol de 1772 mort)
- João Marcelino dos Santos Homem Aparício † (20 de desembre de 1773 - 21 de maig de 1782 mort)
- José da Avé-Maria Leite da Costa e Silva † (16 de desembre de 1782 - 30 d'octubre de 1799 mort)
- José Pegado de Azevedo † (20 de juliol de 1801 - 19 de juny de 1812 mort)
  - Sede vacante (1812-1815)
- Alexandre da Sagrada Família[4] da Silva Garrett, O.F.M. † (18 de desembre de 1815 - 23 d'abril de 1818 mort)
- Manuel Nicolau de Almeida, O.C.D. † (29 de maig de 1820 - 11 de desembre de 1825 mort)
- Estêvão de Jesus Maria, O.F.M.Ref. † (28 de gener de 1828 - 28 de juliol de 1870 mort)
- João Pereira Bothelho de Amaral y Pimentel † (22 de desembre de 1871 - 27 de gener de 1889 mort)
- Francisco Maria do Prado Lacerda † (27 de gener de 1889 - 23 de desembre de 1891 mort)
- Francisco José Ribeiro Vieira e Brito † (5 de març de 1892 - 8 de gener de 1902 nomenat bisbe de Lamego)
- José Manuel de Carvalho † (9 de juny de 1902 - 24 d'abril de 1904 mort)
- José Correia Cardoso Monteiro † (10 de març de 1905 - 20 de juny de 1910 mort)
- Manuel Damasceno da Costa † (2 d'octubre de 1914 - 27 de gener de 1922 mort)
- António Augusto de Castro Meireles † (20 de desembre de 1923 - 20 de juny de 1928 nomenat bisbe coadjutor de Porto[5])
- Guilherme Augusto Inácio da Cunha Guimarães † (20 de juny de 1928 - 17 de juny de 1957 mort)
- Manuel Alfonso de Carvalho † (17 de juny de 1957 - 13 de desembre de 1978 mort)
- Aurélio Granada Escudeiro † (30 de juny de 1979 - 9 d'abril de 1996 jubilat)
- António de Sousa Braga, S.C.I. † (9 d'abril de 1996 - 15 de març de 2016 jubilat)
- João Evangelista Pimentel Lavrador (15 de març de 2016 - 21 de setembre de 2021 nomenat bisbe de Viana do Castelo)
- Armando Esteves Domingues, des del 4 de novembre de 2022

## Estadístiques
A finals del 2022, la diòcesi comptava amb 205.360 batejats sobre una població de 236.440 persones, equivalent al 86,9% del total.
| any  | població | població | població | sacerdots | sacerdots       | sacerdots       | sacerdots             | diàques | religiosos | religiosos | parroquies |
| ---- | -------- | -------- | -------- | --------- | --------------- | --------------- | --------------------- | ------- | ---------- | ---------- | ---------- |
| any  | batejats | total    | %        | total     | clergat secular | clergat regular | batejats por sacerdot | diàques | homes      | dones      |            |
| 1959 | 319.131  | 320.774  | 99,5     | 295       | 288             | 7               | 1.081                 |         | 22         | 98         | 168        |
| 1970 | 300.995  | 302.632  | 99,5     | 266       | 255             | 11              | 1.131                 |         | 29         | 180        | 151        |
| 1980 | 251.000  | 255.400  | 98,3     | 210       | 202             | 8               | 1.195                 |         | 22         | 240        | 152        |
| 1990 | 266.000  | 269.110  | 98,8     | 175       | 170             | 5               | 1.520                 |         | 17         | 263        | 165        |
| 1999 | 257.389  | 260.653  | 98,7     | 165       | 156             | 9               | 1.559                 | 1       | 19         | 219        | 172        |
| 2000 | 257.020  | 260.569  | 98,6     | 158       | 150             | 8               | 1.626                 | 1       | 18         | 215        | 172        |
| 2001 | 256.920  | 259.567  | 99,0     | 179       | 171             | 8               | 1.435                 | 2       | 19         | 209        | 172        |
| 2002 | 245.030  | 249.030  | 98,4     | 170       | 162             | 8               | 1.441                 | 2       | 17         | 205        | 172        |
| 2003 | 234.157  | 241.763  | 96,9     | 176       | 167             | 9               | 1.330                 | 2       | 17         | 181        | 174        |
| 2004 | 238.425  | 257.380  | 92,6     | 172       | 161             | 11              | 1.386                 | 2       | 20         | 185        | 172        |
| 2006 | 231.243  | 241.763  | 95,6     | 153       | 145             | 8               | 1.511                 | 1       | 17         | 167        | 172        |
| 2012 | 236.746  | 246.746  | 95,9     | 152       | 143             | 9               | 1.557                 | 5       | 18         | 130        | 164        |
| 2015 | 228.285  | 247.066  | 92,4     | 147       | 139             | 8               | 1.552                 | 5       | 10         | 120        | 165        |
| 2018 | 213.800  | 245.237  | 87,2     | 137       | 129             | 8               | 1.560                 | 7       | 12         | 104        | 165        |
| 2020 | 232.969  | 254.417  | 91,6     | 129       | 123             | 6               | 1.805                 | 7       | 8          | 98         | 165        |
| 2022 | 205.360  | 236.440  | 86,9     | 132       | 127             | 5               | 1.555                 | 6       | 6          | 85         | 165        |

## Note
1. ↑  Vedi la Cedola concistoriale relativa, in (llatí) Bullarium patronatus Portugalliae regum a cura di Levy Maria Jordão, vol. I, Olisipone, 1868, pp. 144-145.
2. ↑  Manuel da Natividade era già mort l'8 de desembre de precedente.
3. ↑  (castellà) Rafael Lazcano, Episcopologio agustiniano, Guadarrama (Madrid), Agustiniana, 2014, vol. I, pp. 500-501.
4. ↑  Al secolo Alexandre José.
5. ↑  Contextualment nomenat bisbe titular de Lamia.